# گلورینها
گلورینها (به پرتغالی: Glorinha) یک منطقهٔ مسکونی در برزیل است که در ریو گرانده جنوبی واقع شده‌است. گلورینها ۸٬۲۰۴ نفر جمعیت دارد.